# Rio Celei
O Rio Celei é um rio da Romênia, afluente do Danúbio, localizado no distrito de Olt.